# Esomus altus
Esomus altus — вид коропоподібних риб родини Данієві (Danionidae).

## Поширення
Вид зустрічається на заході М'янми у басейні річки Ю, що є притокою річки Чиндуїн та в озері Індау на півночі країни. Відома також одна знахідка в Таїланді у річці Салуїн.

## Опис
Рибка сягає завдовжки 12,5 см.